# 1791年憲法

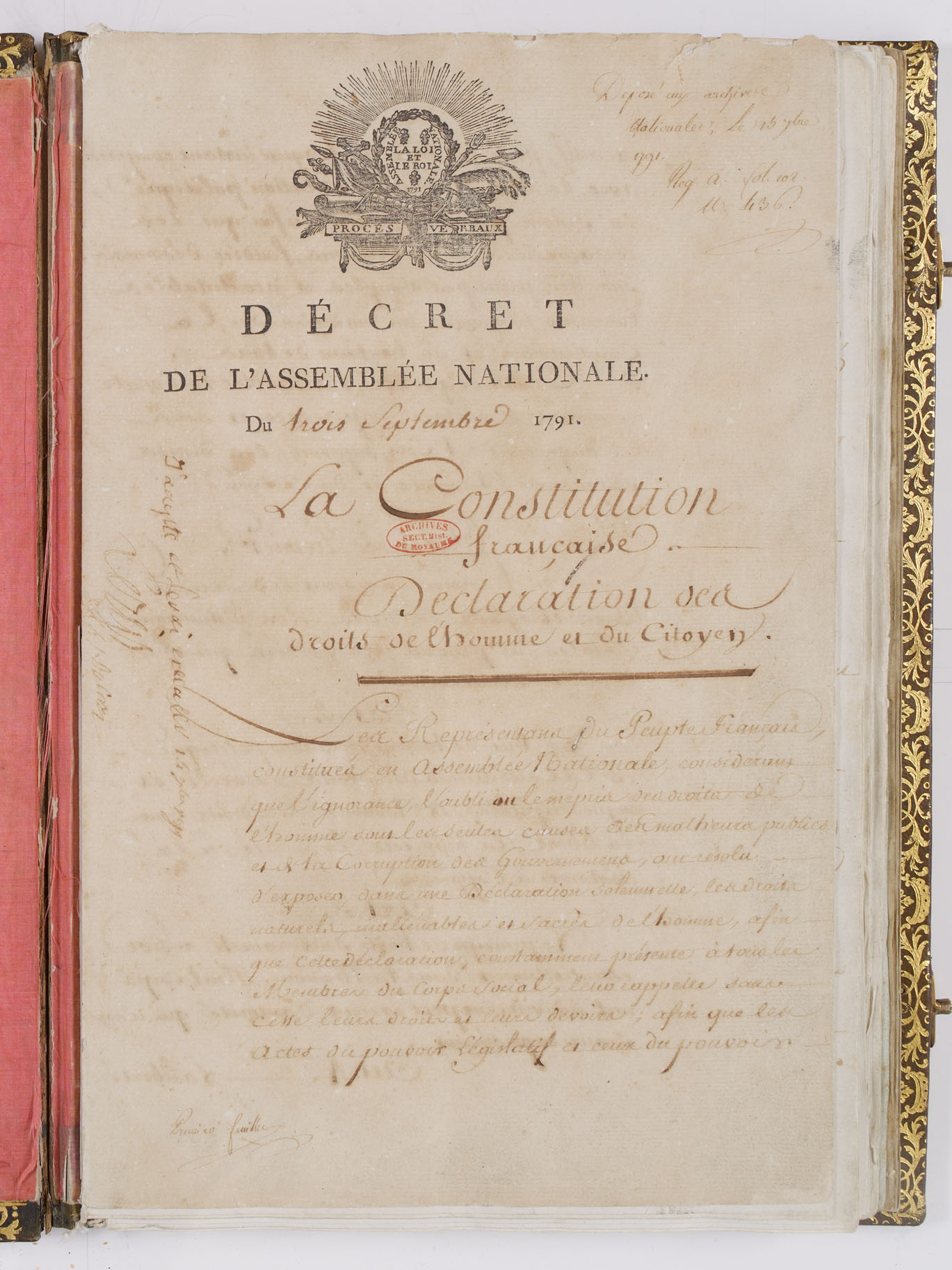
1791年憲法

1791年憲法（1791ねんけんぽう、フランス語: Constitution de 1791）は、1791年9月3日に制定された、フランス最初の憲法である。

## 概要
1789年6月9日の球戯場の誓い以来、国民議会は憲法制定の意志を表明、さらに7月9日には国民議会は憲法制定国民議会と改称し、立憲体制確立に着手した。
しかし7月14日にバスティーユ襲撃事件を契機にフランス革命が始まり、フランス人権宣言が採択され、さらに聖職者民事基本法の制定などの曲折をへて1791年9月3日にはじめての憲法が採択されることになった。
この憲法は前文に人権宣言17条を置き、本文は全207条から成る。フランスは立憲君主制に移行して王権神授説は放棄され、国王は「国民の代表者」とし歳費を貰う一官吏として規定された。しかし、国王は行政権をもち、内閣閣僚を議会外から任免することができ、議会の立法権に対し拒否権を持っていた。立法議会は一院制で、745人の議員から構成され、任期は2年で、選挙制度は一定の納税者（能動的市民）が5万人を選挙人として選び、選挙人が立法議員、郡・県議会議員および裁判官を選挙する制限選挙かつ間接選挙である。そのため、国民の大半を占める農民や貧民（受動的市民）は政治から排除され、彼らの不満を受けた。司法権は裁判所が有し、裁判官の売官制は廃止され公選となり、陪審制が導入された。地方行政制度は、全国を83の県に分け、さらに地区、カントン、市町村に区分した。後の憲法と異なり国民投票には付されず、国王の裁可によって効力を持った。
内容は、革命派と反革命派との妥協の産物であり、革命の混乱の終息が目的の憲法といえよう。そのため、この憲法によって10月には立法議会が組織されるが、革命の混乱に翻弄され、1792年8月10日のテュイルリー宮殿襲撃（8月10日事件）によって、1791年憲法は事実上破綻する。

## 1791年憲法体制
ラファイエット、そしてアントワーヌ・バルナーヴ、アレクサンドル・ド・ラメット、アドリアン・デュポールの3人（「三頭派」）らを中心とする愛国派（のちにフイヤン派）が主導するなか、憲法制定国民議会は新制度の建設に従事した。能動的市民と受動的市民とを分けて制限選挙を採用する1791年憲法をはじめ、新しい地方行政制度、アッシニア紙幣の発行、教会を国家に従属させる、1790年7月制定の聖職者民事基本法、その他、行政や財産に関する法がひとつひとつ審議され、次々と決定された。この集成とその全体を、1791年憲法体制という。こうした自由主義的な立憲君主制が軟着陸するためには、国王側がこれに協力することが条件となっていたが、革命側からすれば、これが不確実なものと把握された。議会が二院制論をしりぞけ、立法府の執行府に対する優位を強調して国王拒否権に難色を示したのも、宮廷に対する疑念から発していた。
事実、1789年10月の、いわゆる「ヴェルサイユ行進」（十月事件）以来、国王ルイ16世はオーストリアやスペイン・ブルボン朝の宮廷に行動費の援助と列強による支援を要請する一方、聖職者民事基本法をめぐる宗教界の紛糾を利用してフランス国内を分裂に導こうとした。とくに1790年夏にはフランス南東のジャレスに2万5,000名におよぶ反革命の農民ゲリラが組織され、国王がリヨンに脱出するのをまって内戦にもちこむ計画が立てられた（「リヨンの陰謀」）。
一方、国民議会は制限選挙に反対する民主派からも攻撃を受けた。1790年6月のパリの市政改革により、従来の60地区（ディストリクト）を改変して48のセクションに行政単位が再区画されたが、従来、ディストリクトの会議に出席できたパリの民衆は、受動的市民としてセクションの会議から閉め出されたため、サン・キュロットは組織を失い、コルドリエ・クラブをはじめとする各種の人民クラブを設立し、1791年6月にはパリでその数17におよんだ。農村においても、領主制廃止が農民にとってはかなり重い有償方式を採用しているため農民解放の進捗は遅々たるものであり、それに加えて聖職者の土地財産の払下げ（第一種国有財産売却）が農民にとっては不利な競売方式だったため、1790年から農民一揆が再び各地で頻繁に発生するようになった。アッシニア債券は、1790年春から紙幣として流通し、乱発されてインフレーションとなり、物価高騰を引き起こして民衆生活は困窮の度を深めた。
1790年8月のナンシー連隊の兵士反乱（ナンシー事件）は、以上のような政治的・財政的な不安定性が愛国派による革命方式の破産を露呈させる最初の事件となった。これにより、ラファイエットは支持を失い、かわってバルナーヴ、ラメット、デュポールら三頭派が主導権を握ったが、しかし、そのかれらも1791年6月の国王逃亡事件（ヴァレンヌ事件）によって苦境においこまれ、三頭派の革命方式もまた破産が明白となった。